# Agenda de Educación 2030
La agenda Educación 2030 aspira a alcanzar el compromiso mundial del movimiento “Educación para Todos” de garantizar la educación básica para todas las personas. Es una parte esencial de la Agenda 2030 para el Desarrollo Sostenible. La hoja de ruta para cumplir la agenda es la Declaración de Incheon - Educación 2030 y el Marco de Acción de Incheon, donde se esboza cómo los países, en colaboración con la UNESCO y los asociados mundiales, pueden convertir los compromisos en medidas concretas. 
La nueva agenda abarca desde el aprendizaje en la primera infancia hasta la educación y la formación de jóvenes y adultos; prima la adquisición de competencias para el trabajo; subraya la importancia de la educación para la ciudadanía mundial; se centra en la inclusión, la equidad y la igualdad de género; y pretende garantizar resultados de calidad en el aprendizaje para todos, a lo largo de toda la vida.
Aunque la responsabilidad principal de la ejecución de la agenda corresponde a los gobiernos, la UNESCO y sus asociados prestan apoyo proporcionando asesoramiento coordinado en materia de políticas, asistencia técnica y desarrollo de capacidades y realizando un seguimiento del progreso a nivel mundial, regional y nacional.

## Diez metas para cumplir la agenda Educación 2030
" La educación es la clave para dar a cada niño una vida mejor y constituye el cimiento de todas las sociedades sólidas. Pero todavía hay muchos niños que se están quedando rezagados. Para cumplir nuestras metas de desarrollo, necesitamos que todos los niños vayan a la escuela y adquieran conocimientos." Anthony Lake, Director Ejecutivo del UNICEF.
Las 10 metas del Objetivo de Desarrollo Sostenible 4 abarcan diferentes aspectos de la educación. Siete de las metas son resultados esperados y tres son medios para conseguir estas metas.
4 .1 Educación primaria y secundaria universal: para 2030, asegurar que todas las niñas y todos los niños terminen la enseñanza primaria y secundaria que ha de ser gratuita, equitativa y de calidad- y producir resultados de aprendizaje pertinentes y efectivos.
4.2 Desarrollo en la primera infancia y educación preescolar universal: para 2030, asegurar que todas las niñas y todos los niños tengan acceso a servicios de atención y desarrollo en la primera infancia y educación preescolar de calidad, a fin de que estén preparados para la enseñanza primaria.
4.3 Acceso igualitario a la educación técnica/profesional y superior: para 2030, asegurar el acceso igualitario de todos los hombres y las mujeres a una formación técnica, profesional y superior de calidad, incluida la enseñanza universitaria.
4.4 Competencias adecuadas para un trabajo decente: para 2030, aumentar sustancialmente el número de jóvenes y adultos que tienen las competencias necesarias -en particular técnicas y profesionales- para acceder al empleo, el trabajo decente y el emprendimiento.
4.5 Igualdad entre los sexos e inclusión: para 2030, eliminar las disparidades de género en la educación y asegurar el acceso igualitario a todos los niveles de la enseñanza y la formación profesional para las personas vulnerables, incluidas las personas con discapacidad, los pueblos indígenas y los niños en situaciones de vulnerabilidad.
4.6 Alfabetización universal de jóvenes y adultos: para 2030, asegurar que todos los jóvenes y una proporción considerable de los adultos, tanto hombres como mujeres, estén alfabetizados y tengan nociones elementales de aritmética.
4.7 Educación para el desarrollo sostenible y la ciudadanía mundial: para 2030, asegurar que todos los alumnos adquieran los conocimientos teóricos y prácticos necesarios para promover el desarrollo sostenible, entre otros, mediante la educación para el desarrollo sostenible y los estilos de vida sostenibles, los derechos humanos, la igualdad de género, la promoción de una cultura de paz y no violencia, la ciudadanía mundial y la valoración de la diversidad cultural y la contribución de la cultura al desarrollo sostenible.
4.A Entornos de aprendizaje eficaces: construir y adecuar instalaciones educativas que tengan en cuenta las necesidades de los niños y las personas con discapacidad y las diferencias de género, y que ofrezcan entornos de aprendizaje seguros, no violentos, inclusivos y eficaces para todos.
4.B Becas: para 2020, aumentar considerablemente a nivel mundial el número de becas disponibles para los países en desarrollo, en particular los países menos adelantados, los Pequeños Estados Insulares en Desarrollo y los países africanos, a fin de que sus estudiantes puedan matricularse en programas de enseñanza superior -incluidos programas de formación profesional y programas técnicos, científicos, de ingeniería y de tecnología de la información y las comunicaciones, de países desarrollados y otros países en desarrollo.
4.C Docentes y educadores: para 2030, aumentar considerablemente la oferta de docentes calificados, incluso mediante la cooperación internacional para la formación de docentes en los países en desarrollo -especialmente los países menos adelantados y los Pequeños Estados Insulares en Desarrollo.

## Evaluaciones de aprendizaje a gran escala
Las evaluaciones de aprendizaje a gran escala (LSLA, por sus siglas en inglés) se están convirtiendo rápidamente en herramientas indispensables para el seguimiento de los resultados ligados al aprendizaje en la agenda Educación 2030. Hace hincapié en la adquisición eficaz de conocimientos relevantes, competencias y aptitudes básicas y transferibles como fundamento para el aprendizaje permanente, y también en la relevancia del aprendizaje para el ámbito del trabajo y para la vida cívica, social y cultural. Los datos sobre el aprendizaje son cada vez más percibidos como un componente esencial de los mecanismos de seguimiento destinados a medir el avance hacia la consecución del ODS 4, en el plano mundial, regional y nacional.

## Estrategias Indicativas
Adoptar políticas y leyes integradas e inclusivas que garanticen que se imparta por lo menos un año de educación preescolar de calidad, gratuita y obligatoria, prestando particular atención a llegar a los niños más pobres y desfavorecidos mediante servicios de atención y educación de la primera infancia (AEPI). Esto comprende evaluar las políticas y programas de AEPI a fin de mejorar su calidad.
Idear y llevar a la práctica programas, servicios e infraestructura inclusivos, accesibles, integrados y de calidad para la primera infancia, que tengan en cuenta las necesidades en materia de salud, nutrición, protección y educación, en especial de los niños con discapacidad, y respaldar a las familias en tanto que primeros cuidadores de los niños.
Las políticas educativas y los planes sectoriales, así como la preparación de presupuestos, garanticen los principios de no discriminación e igualdad en la educación y mediante la misma, y formular y aplicar estrategias específicas urgentes para grupos vulnerables y excluidos por lo que es necesario  elaborar indicadores para evaluar los progresos en favor de la igualdad.
Crear un sistema para reunir, analizar y compartir datos pertinentes y oportunos sobre los niveles de alfabetización y las necesidades en materia de alfabetización y matemática básica, desglosados por sexo y otros indicadores de la marginación.